# Реал (Амаранте)
Реал (порт. Real) — район (фрегезия) в Португалии, входит в округ Порту. Является составной частью муниципалитета Амаранте. По старому административному делению входил в провинцию Дору-Литорал. Входит в экономико-статистический субрегион Тамега, который входит в Северный регион. Население составляет 3429 человек на 2001 год. Занимает площадь 7,73 км².